# Ulrich Walker
Ulrich Walker (* 1360 in Sempach; † 30. November 1427 in Luzern) war ein Schweizer Schultheiss, Grossrat, Kleinrat und Tagsatzungsgesandter. Er gilt als Baumeister des luzernischen Stadtstaates.

## Leben
Ulrich Walker war der Sohn des Fischers und Tuchhändlers Bilgeri Walker, dessen Vorfahren aus dem habsburgischen Aargau stammen. Neben seinen politischen und militärischen Ämtern führte Ulrich diese geschäftlichen Tätigkeiten weiter: in Sempach als Fischer und Fischhändler, später in Luzern vor allem als Tuchhändler.
Er war verheiratet mit Margarethe von Eich, einer Tochter des Ludwig von Eich (Luzerner Schultheiss 1389 und 1392; dessen Vater Ulrich war ebenfalls Luzerner Schultheiss im Jahr 1340). Ulrich und Margarethe Walker hatten drei Söhne (Heinrich, Ludwig und Ulrich) sowie eine Tochter (Barbara). Letztere war mit dem Kleinrat und Grosshändler Johans Bili verheiratet; deren Tochter, Margarethe Bili, heiratete 1442 den Schultheissen Hans Feer.
Sein Ruf war anfänglich nicht gut, denn er zahlte manche Busse vor Gericht, galt als hitzig und jähzornig. Doch er entwickelte einen starken politischen sowie staatsmännischen Sinn und verfügte über Sachkenntnisse. Teilweise mit Hilfe einiger bedeutender Freunde stieg der energische und zielbewusste Walker empor.

## Leistungen

### Sempach
Im Alter von wenig über 20 Jahren wurde er Schultheiss des Städtchens Sempach. Am 6. Januar 1386 schloss Sempach unter Ulrich Walker das Burgrecht mit Luzern ab. Mit dem dortigen Schultheissen, Petermann von Gundoldingen, war Walker befreundet. Das Burgrecht leitete die künftige luzernische Territorialpolitik ein und gewährte Sempach einen Vorsprung.
In der Schlacht von Sempach leitete er einen Spähtrupp (Sempacher Vorhut), der vor der eigentlichen Schlacht kurzen Feindkontakt hatte, sich aber dann zurückzog. 1387 wurde er als Schultheiss bestätigt und amtete zudem als Seevogt.

### Luzern
1395 siedelte Walker nach Luzern über, wo er ab 1397 als Ratsherr bezeugt ist.
Ab 1411 war er wiederholt Schultheiss von Luzern sowie, ebenfalls wiederholt, Landvogt u. a. von Rothenburg, von Kriens-Root, von Entlebuch, im Michelsamt sowie Seevogt in Sempach.
Weiters war er Schiedsrichter und Bauherr bei der Erweiterung der Ringmauer auf der Musegg sowie städtischer Baumeister. Seit 1408 war er über 50 mal Tagsatzungsgesandter. Als eidgenössischer Bote begab er sich an das Konzil von Konstanz und verhandelte mehrmals, für seinen luzernischen Stadtstaat erfolgreich, mit König Sigismund von Ungarn.
Ab 1412 wirkte er als Hauptmann sowie als Stubenmeister der Gesellschaft der Herren zu Schützen. Nach der verheerenden Niederlage der Eidgenossen in der Schlacht bei Arbedo, wo er 1422 als Schultheiss das Luzerner Kontingent – das grösste der Eidgenossen – kommandierte, zog er sich von der politischen Bühne zurück. Im Verlaufe mehrerer zivilrechtlicher Prozesse (u. a. um Fischereirechte) verlor der streitbare Walker ab 1425 deutlich an Einfluss.

### Öffentliche Tätigkeiten
- Schultheiss von Sempach: 1381, 1386, 1387.
- Seevogt von Sempach: 1386, 1387, 1400, 1401, 1402, 1403, 1404, 1406, 1426.
- Grossrat in Luzern: ab 1397.
- Vogt in Rothenburg: 1400, 1409, 1410, 1426.
- Vogt in Kriens und Root: 1406.
- Vogt in Ruswil: 1419, 1420, 1421, 1424, 1425, 1427.
- Vogt in Entlebuch: 1419, 1420, 1421, 1424, 1425, 1427.
- Vogt des Michelsamtes: 1420.
- Richter: ab 1398.
- Bauherr: 1408, 1412, 1413, 1414, 1415, 1416.
- Schiedsrichter im Michelsamt, in Rothenburg, Engelberg, Gisikon-Honau, Sempach, Willisau, Ruswil, Oberkirch, Sursee, Zug, Büron.
- Schultheiss von Luzern: 1411, 1413, 1415, 1417, 1422.
- Feldhauptmann: 1412, 1413, 1414, 1415, 1417, 1422.
- Ammann: 1413.
- Stubenmeister der Herren zu Schützen: 1417.
- Gesandter nach Mailand: 1411.
- Legat nach Florenz: 1425.
- Gesandter nach Konstanz: 1409.
- Gesandter zum König nach Ungarn: 1425.
- Tagsatzungsbote (über 50 mal) nach Altdorf, Baden, Bellenz, Bern, Chur, Einsiedeln, Gondo, Konstanz, Luzern, Muri, Schwyz, Sitten, Solothurn, St. Gallen, Sursee, Ursern, Zug, Zürich.